# Џејмс Чијенџијек
Џејмс Нианг Чијенџијек (2. март 1992) је тркач пореклом из Јужног Судана, али сада живи и тренира у Кенији. Одабрао га је Међународни олимпијски комитет (МОК) да се такмичи за избеглички олимпијски тим на Летњим олимпијским играма 2016. године. Био је последњи у својој трци на 400 м.

## Биографија
Џејмс Нианг Чијенџијек је пореклом из Бентиуа у Јужном Судану. Године 1999. његов отац, који је био војник, погинуо је током Другог суданског грађанског рата. Са 13 година Чијенџијек је напустио Јужни Судан и побегао у Кенију као избеглица да би избегао да га побуњеници не би регрутовали као дете војника. Године 2002. завршио је у избегличком кампу Какума. Високи комесаријат Уједињених нација за избеглице (УНХЦР) му је званично доделио статус избеглице у децембру 2014. године.[3]

## Каријера
Почео је да трчи док је похађао школу у Кенији; придруживши се групи старије деце из града у брдима познатом по својим тркачима на дуге стазе који су тренирали за догађаје. Често је морао да тренира без ципела што је резултирало честим повредама.
Године 2013. изабран је да се придружи групи спортиста у Tegla Loroupe Peace Foundation, програму подршке избеглицама из кампа Какума који води бивши светски рекордер у маратону Тегла Лороупе. МОК је идентификовао ове спортисте као потенцијалне да се такмиче на Летњим олимпијским играма 2016..
Дана 3. јуна 2016. МОК је објавио да ће Чијенџијек бити део тима од десет спортиста изабраних да се такмиче за избеглички олимпијски тим на Летњим олимпијским играма 2016. у Рио де Жанеиру, Бразил.
Чиенгђик се квалификовао за избеглички олимпијски тим МОК-а на Летњим олимпијским играма 2020. у Токију. Он ће се такмичити на 800 метара.

## Такмичења
| Год. | Такмичење                                                                            | Место                  | Плас. | Рез.    | Детаљи                          |
| ---- | ------------------------------------------------------------------------------------ | ---------------------- | ----- | ------- | ------------------------------- |
| 2016 | Олимпијске игре                                                                      | Рио де Женеиро, Бразил | 50.   | 52.89   | 400 метара                      |
| 2018 | Афричко Архивирано на веб-сајту (20. фебруар 2017) првенство у атлетици на отвореном | Абуџа, Нигерија        | 34.   | 1:58.69 | 800 метара                      |
| 2019 | Светско првенство у атлетици на отвореном                                            | Јокохама, Јапан        | 7     | 4:08.80 | мешовито 2×2×400 метара штафета |
| 2021 | Олимпијске игре                                                                      | Токио, Јапан           | 47    | 2:02.04 | 800 метара                      |